# دانشگاه هیوستون-کلیر لیک
دانشگاه هیوستون-کلیر لیک (UHCL) یک دانشگاه دولتی در پاسادنا و هیوستون، تگزاس است که دارای شعبه‌هایی در مرکز پزشکی پرلند تگزاس است. این دانشگاه بخشی از دانشگاه هیوستون است. دانشگاه هیوستون-کلیر لیک در سال 1971 تأسیس شد. این مؤسسه بیش از 9000 دانش آموز را برای پاییز 2019 ثبت نام کرده بود.
این دانشگاه در چهار کالج دانشگاهی به دانشجویان خدمات ارائه می کند. UHCL برنامه های 97 درجه ارائه عبارت از: 46 لیسانس، 48 ماستری، و سه دوره دکترا.با اعطای بیش از 2100 مدرک سالانه، فارغ التحصیلان دانشگاه از 73000 بیشتر می شود.

## تاریخچه
در سال 1961، ناسا اعلام کرد که مرکز  پروازهای سرنشین‌دار در هیوستون، درست در ساحل کلیر لیک، واقع خواهد شد. در ابتدای روند توسعه مرکز پروازهای سرنشین‌دار، تقاضای تحصیلات تکمیلی در ناسا و صنایع فضایی مرتبط افزایش یافت.

## روسای دانشگاه
دفتر رئیس دانشگاه هیوستون-کلیر لیک، که توسط ریاست موقت ریچارد واکر اداره می شود، با تأسیس دانشگاه در سال 1971 به عنوان مدیر عامل انستیتوت شد.
آلفرد آر. نیومن (1972-1982)
توماس ام استافر (1982-1991)
Glenn A. Goerke (1991-1995)
ویلیام ای استیپلز (1995-2017)
ایرا کی بلیک (2017-2021)
ریچارد واکر (2021-)

## فارغ التحصیلان برجسته
گیون بلوفورد - اولین فضانورد آفریقایی-آمریکایی
گریگوری چمیتوف - فضانورد
جان دیویس - عضو جمهوری خواه مجلس نمایندگان تگزاس از هیوستون از سال 1999
کوین اشنفلدر - گوینده ورزش
مایکل فینک - فضانورد
Michael E. Fossum - فضانورد
استفانی گوئررو - مدل و خانم سابق تگزاس ایالات متحده آمریکا 2004
گرگوری جی هاربا - فضانورد
Dean A. Hrbacek  - وکیل، سیاستمدار، و شهردار سابق Sugar Land، تگزاس
کوین کوان – نویسنده پرفروش، آسیایی‌های ثروتمند دیوانه، دوست دختر ثروتمند چین، مشکلات افراد ثروتمند
لورن لنینگ - خانم تگزاس ایالات متحده آمریکا 2006
بروس مک کندلس II - فضانورد
چارلز مک کللند - رئیس پلیس هیوستون
ریچارد ماستراکیو - فضانورد و مهندس
لی مورین - فضانورد
جان موراتوره - استاد سیستم های هوانوردی در موسسه فضایی دانشگاه تنسی و مهندس سابق ناسا
Story Musgrave- پزشک و فضانورد بازنشسته
Angela Paxton  - سناتور، سنای تگزاس
رندی وبر - نماینده کنگره ایالات متحده از تگزاس
Bruce Webster  - مهندس نرم افزار، کارآفرین و برنامه نویس سابق بازی